# Planaxius brevifrons
Planaxius brevifrons is een tienpotigensoort uit de familie van de Axiidae. De wetenschappelijke naam van de soort is voor het eerst geldig gepubliceerd in 2008 door Komai & Tachikawa.